# サンタルフィオ
サンタルフィオ（イタリア語: Sant'Alfio）は、イタリア共和国シチリア州カターニア県にある、人口約1,600人の基礎自治体（コムーネ）。

## 地理

### 位置・広がり

#### 隣接コムーネ
隣接するコムーネは以下の通り。
- アドラーノ
- ベルパッソ
- ビアンカヴィッラ
- ブロンテ
- カスティリオーネ・ディ・シチーリア
- ジャッレ
- リングアグロッサ
- マレット
- マスカリ
- ミーロ
- ニコロージ
- ピエディモンテ・エトネーオ
- ランダッツォ
- ザッフェラーナ・エトネーア